# Jacobus Waben
Jacobus Waben (Alkmaar, ca. 1575 — Hoorn, ca. 1641) was een portret- en genreschilder uit het gewest Holland en West-Friesland. Waben werd vooral bekend door het schilderen van portretten van machthebbers uit Hoorn. Een aanzienlijk deel van zijn bewaarde werken maken onderdeel uit van de collectie van het Westfries Museum te Hoorn.

## Biografie
Waben werd geboren als zoon van Cornelis Waben, kapitein van verschillende compagnies waardgelders. Vermoedelijk werd hij geboren rond 1575, al wordt er ook over 1585 gesproken. Rond 1610 werd hij actief al schilder, maar hij was ook actief als waardgelder. In de tijd dat hij naar Hoorn verhuisde was hij kapitein van een compagnie. Hij vervulde deze functie nog tot 1637, toen hij met een Alkmaarse compagnie naar Den Briel trok. Waben overleed in de winter van 1641 op 1642. Zijn zoon Cornelis en dochter Marya overleefden hem. Marya was getrouwd met Lourens Janszoon een schilder uit Medemblik.

### Schilderwerk
Bij wie Waben in de leer is geweest is niet bekend. Zijn meest productieve jaren waren tussen 1620 en 1630. In die periode restaureerde hij ook het Gerechtsdrieluik dat in de schepenkamer van het toenmalige stadhuis hing.
Waben verhuisde rond 1609 naar Hoorn. In november 1610 werd zijn zoon Gerret gedoopt. Hij trad drie keer in het huwelijk in Hoorn, in 1617 met Marija Everts, in 1621 met Trijn Willemsdochter en in 1633 met Lysbeth Allertsdochter. In de periode dat hij in Hoorn woonde, heeft hij (huwelijks)portretten gemaakt van verschillende families waaronder Merens en Van Neck. Ook maakte hij portretten van Jan Pieterszoon Coen en diens vrouw Eva Ment. Hij bleef zeker tot 1634 actief in Hoorn. Waben's exacte sterfdatum is niet duidelijk, wel dat het in de winter van 1641-1642 was.

## Werken
Het oudste bekende werk is een portret dat Waben in 1611 maakte van de Alkmaarse burgemeester Jacob van Foreest.
Een aantal werken van Waben hebben enige bekendheid verkregen. Twee van de werken van Waben zijn Allegorie met Vrouw Wereld en Terugkeer van Jefta, welke in 2005 uit het Westfries Museum in Hoorn werden gestolen. Beide werden in 2016 in Oekraïne teruggevonden, net als drie andere schilderijen, raakten ze aanzienlijk beschadigd. Alle schilderijen zijn beschadigd gedurende de tijd dat ze in Oekraïne waren. Na terugkomst werden de doeken gerestaureerd.
Waben heeft mogelijk van Jan Pieterszoon Coen en zijn vrouw Eva Ment in 1625 een dubbelportret gemaakt. Hierbij zijn de twee schilderijen pendanten van elkaar. Net als veel andere werken van Waben hangen zij in het Westfries Museum in Hoorn.

Portret van J.P. Coen
Pendant portret van Coen's vrouw Eva Ment
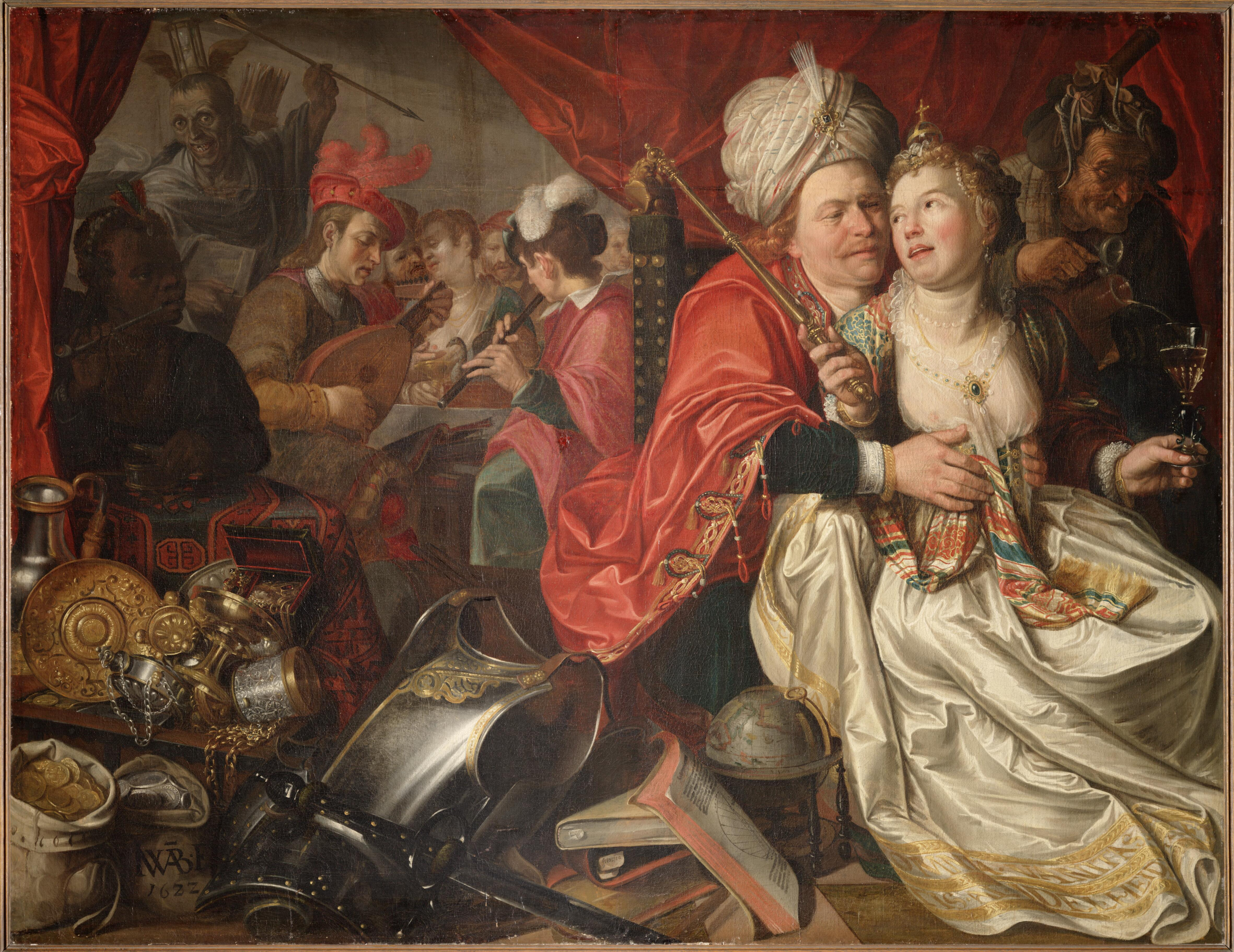
Allegorie met Vrouw Wereld

## Nalatenschap
In de wijk Hoorn-Noord is de Wabenstraat naar hem vernoemd.